# Iàkov Perelman
Iàkov Isídorovitx Perelman, rus: Яков Исидорович Перельман, (Białystok, Imperi Rus, actual Polònia, 4 de desembre de 1882 - Leningrad, URSS, actual Sant Petersburg, Federació Russa, 16 de març de 1942) va ser un divulgador de la física, les matemàtiques i l'astronomia, i un dels fundadors del gènere de la literatura de ciència popular. Els seus llibres van ser editats fora de l'URSS, en diferents idiomes, per l'Editorial Mir.

## Biografia
Iàkov Perelman va néixer a la ciutat de Grodno, a la província de Bialystok de l'Imperi Rus (actualment, part de Polònia), en una família de jueus russos. El seu pare treballava com a comptable en una empresa tèxtil i la seva mare era professora de primària. El seu germà Osip Isidorovitx era prosista i dramaturg, va escriure en rus i ídix (usava el pseudònim Osip Dimov).
El seu pare va morir el 1883, i la mare va haver de criar els fills, fent el possible perquè rebessin una educació suficient. El 1890, Iàkov va anar a l'escola en el primer grau de l'escola primària, i el 18 agost 1895 va entrar a l'escola reial Bialystok, que era una acadèmia d'arts i oficis, única escola d'educació mitjana de la ciutat.
El 23 setembre 1899 va publicar al diari Gaseta Provincial de Grodno, sota el pseudònim de "IP" (les seves inicials), l'assaig Tot esperant la pluja de foc, que tractava de la pluja d'estrelles coneguda com a "Leònids". Amb aquest fet, s'iniciaria la seva carrera d'escriptor.
L'agost de 1901, es va inscriure a l'Institut Forestal de Sant Petersburg. Gairebé des del primer any va començar a col·laborar amb la revista Naturalesa i Poble. El seu primer assaig, titulat Un segle d'asteroides va ser publicat al número 4 de la revista de 1901. El 1903 va morir la seva mare. El 1904, Perelman decidí de seguir estudiant a l'Institut Forestal, i també es va convertir en secretari executiu de la revista Природа и люди (Naturalesa i Poble).
El 1908, Perelman va presentar la seva tesi i el 22 gener 1909 va rebre un diploma de l'Institut Forestal amb el títol de "Científic-tècnic forestal de nivell I". Però a l'institut no tenia cap possibilitat de treballar en la seva professió, després de la graduació, de manera que Perelman va començar a treballar a la revista de manera constant, i no només va escriure assaigs, sinó que també va fer imprimir el treball d'altres.
Durant 1913 va escriure el seu primer text d'èxit, presentat al juliol d'aquest any: Занимательная физика (Física recreativa - Primera Part). El llibre va tenir un èxit immediat entre els lectors i va despertar l'interès de diversos físics russos, com el professor de la universitat de Sant Petersburg Opest Danílovitx Xvolson. Xvolson va voler conèixer Perelman i va descobrir que el llibre no havia estat escrit per un especialista en física. Donada la qualitat divulgadora d'aquest llibre, Xvolson aconsellà Perelman de seguir escrivint textos similars. De fet, Perelman va seguir aquest consell en endavant i va escriure força més llibres, divulgant temes científics de forma amena i rigorosa.
El 1914 va escriure i publicar un capítol addicional a la novel·la de Jules Verne, De la Terra a la Lluna, que va ser el seu primer treball de ciència-ficció. Aquest article va ser titulat L'esmorzar en una cuina ingràvida i aviat va ser incorporat a la segona part de Física Recreativa que estava en preparació en aquell moment.
El 1915, durant unes vacances d'estiu, Perelman va conèixer la jove doctora Anna Davidovna Kaminski amb qui va contreure matrimoni.
Entre 1916 i 1917 va ser un dels participants a la ciutat de Petrograd d'una reunió especial que va proposar l'avançament en una hora de les zones horàries soviètiques per tal d'estalviar combustible. La recomanació que va sorgir d'aquesta conferència va ser aplicada pel govern als anys 20. Durant aquest període, va ser publicada la segona part del llibre Física recreativa que es va concebre en forma independent de l'anterior, de manera que es poden llegir en qualsevol ordre.
En el període entre 1918 i 1923 va treballar com a inspector de la "Comissió Escolar de la Unió". Una de les seves tasques va ser l'elaboració de nous plans d'estudis de física, matemàtiques i astronomia, mentre que ensenyava aquestes matèries en diverses institucions educatives. Per iniciativa pròpia va crear la primera revista de divulgació científica soviètica anomenada В мастерской природы (Al taller de la naturalesa), que es va publicar entre els anys de 1919 i 1929,
El 1924 va participar en la "Secció de Comunicacions Interplanetàries" de la Unió Soviètica. Entre els seus membres s'hi comptaven el revolucionari rus Fèliks Dzerjinski, Konstantin Tsiolkovsky, Vladimir Petrovitx Vetchinkin, Friedrich Arturovich Zander i Nikolai Alexsevitx Rynin. Entre aquest any i 1929 va treballar en el departament de ciència de la "Xarxa Oficial de Leningrad" i va ser membre del consell editorial de les revistes Наука и техника (Ciència i Tecnologia) i Педагогическая мысль (Ensenyar a pensar o Pensament Pedagògic).
Entre els anys 1925 i 1932 també va formar part del consell editorial de la cooperativa "Vremya (“Temps”) i va organitzar la producció massiva de llibres de la seva sèrie recreativa. Abans de finalitzar aquest període, i fins a finals de 1933, va estar a càrrec del departament de propaganda de Leningrad. El seu primer viatge a l'estranger va tenir lloc el 1935 quan va viatjar a Brussel·les per assistir al Congrés Internacional de Matemàtiques.
En tornar d'aquest viatge, el 15 d'octubre de 1935 inaugura la Casa de Leningrad de divulgació de la Ciència, un fet que es considera la culminació dels seus esforços per la divulgació científica. Malauradament, va ser destruïda durant el setge de les tropes alemanyes a la ciutat.

## Mort
El 22 de juny de 1941, les forces del Tercer Reich alemany envaeixen la Unió Soviètica en l'anomenada Operació Barbarroja. En aquestes circumstàncies, Perelman comença a treballar per a soldats i marins com a professor i conferenciant. Des de juliol de 1941 fins a febrer de 1942, va oferir conferències als soldats, els exploradors del Front de Leningrad i la Flota del Bàltic, així com als partidaris de la resistència, d'orientació sobre el terreny sense dispositius ni aparells, les quals serien útils en les operacions militars. Malgrat això, els contratemps de la guerra no li van impedir continuar la feina d'escriptor.
Això no duraria molt de temps, ja que tant l'intens fred de Leningrad com el rigor del setge imposat per l'exèrcit alemany van minar les escasses forces de Perelman i la seva esposa, Anna Davidovna. El 18 de gener de 1942 Davidovna, estant de guàrdia en un hospital de la ciutat, va morir víctima de desnutrició. Perelman va suportar escassament dos mesos més, ja que moriria de la mateixa forma el 16 de març de 1942.

## Obres
Els següents són els títols, traduïts, de les obres de Perelman: 
- Matemàtiques recreatives
- Aritmètica recreativa
- Àlgebra recreativa
- Geometria recreativa
- Astronomia recreativa
- Física recreativa I
- Física recreativa II
- Problemes i experiments recreatius
- Mecànica per a tots
- Sap vostè física?

En l'actualitat, Editorial Mir ja no publica aquests llibres en castellà, però alguns es poden aconseguir ocasionalment en les filials locals del Círculo de Lectores i són fins i tot descarregables a Internet.

## Curiositats
- Hi ha un cràter anomenat Perelman al costat fosc de la Lluna, amb 95 km de diàmetre.